# Katastrophenbucht
Die Katastrophenbucht ist eine Bucht am Zugersee in der Stadt Zug. Ihr Name leitet sich von der Vorstadtkatastrophe ab, bei welcher die Bucht entstand, als das Zugersee-Ufer am 5. Juli 1887 einbrach und zahlreiche Wohnhäuser im See versanken.

## Galerie

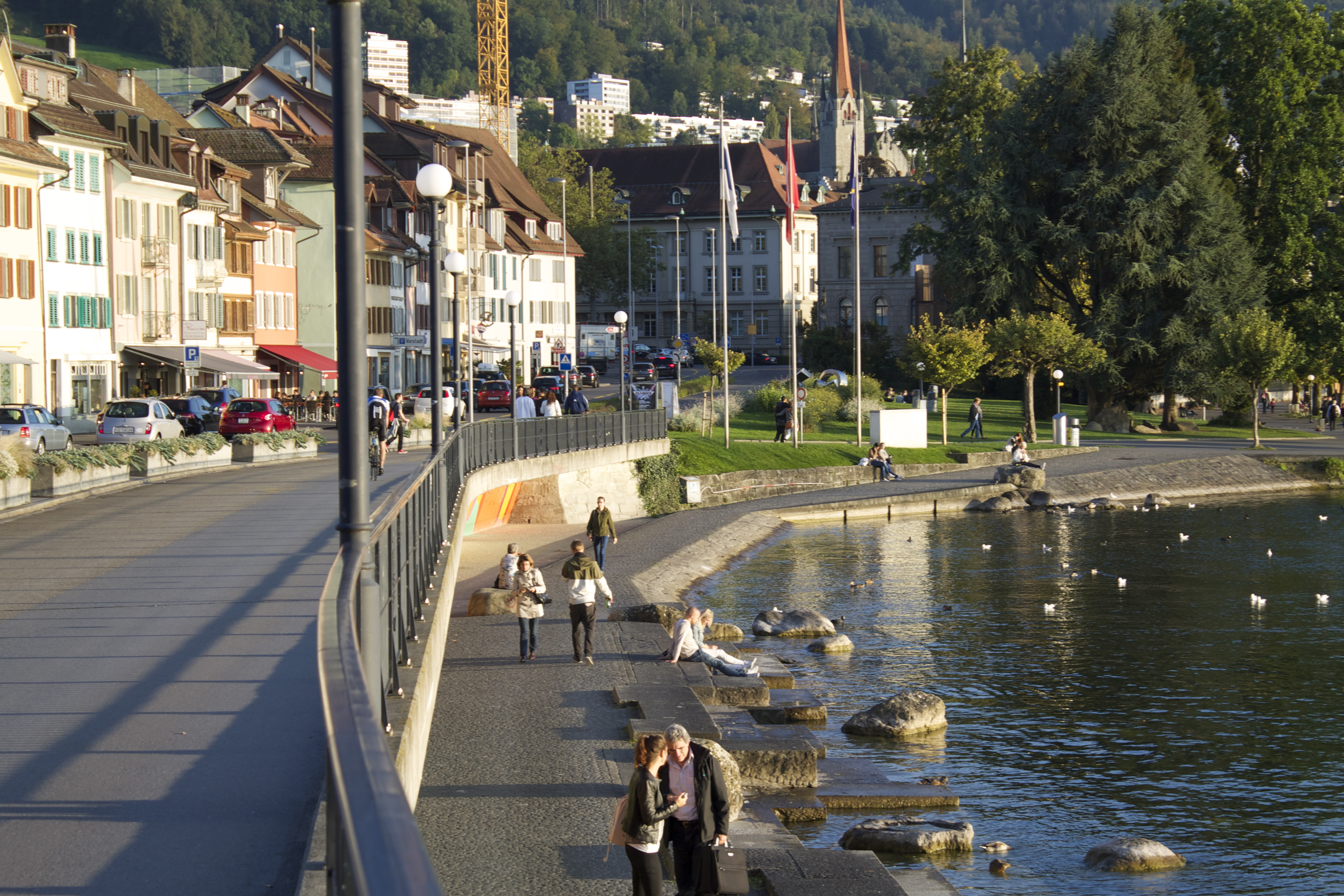
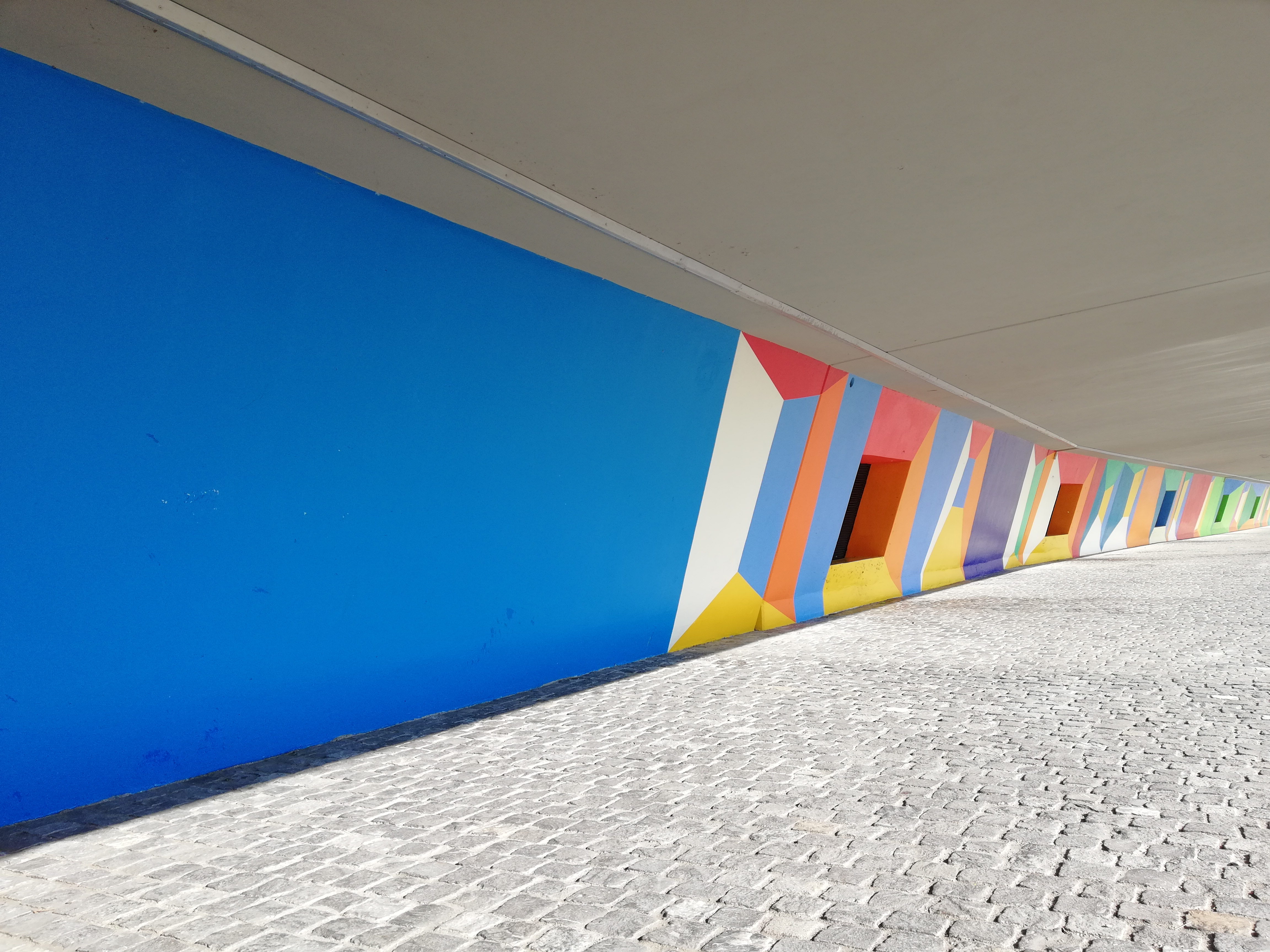
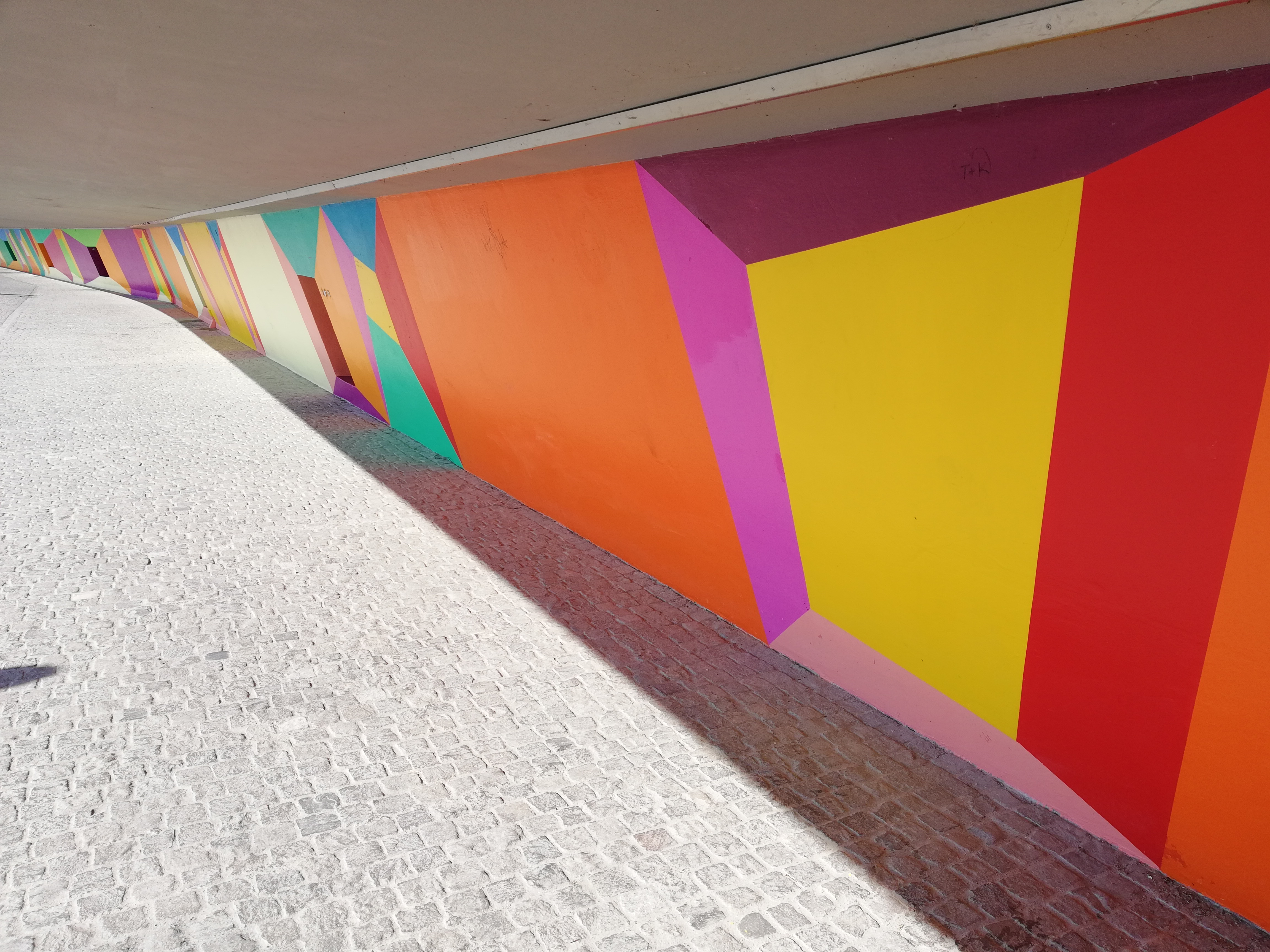
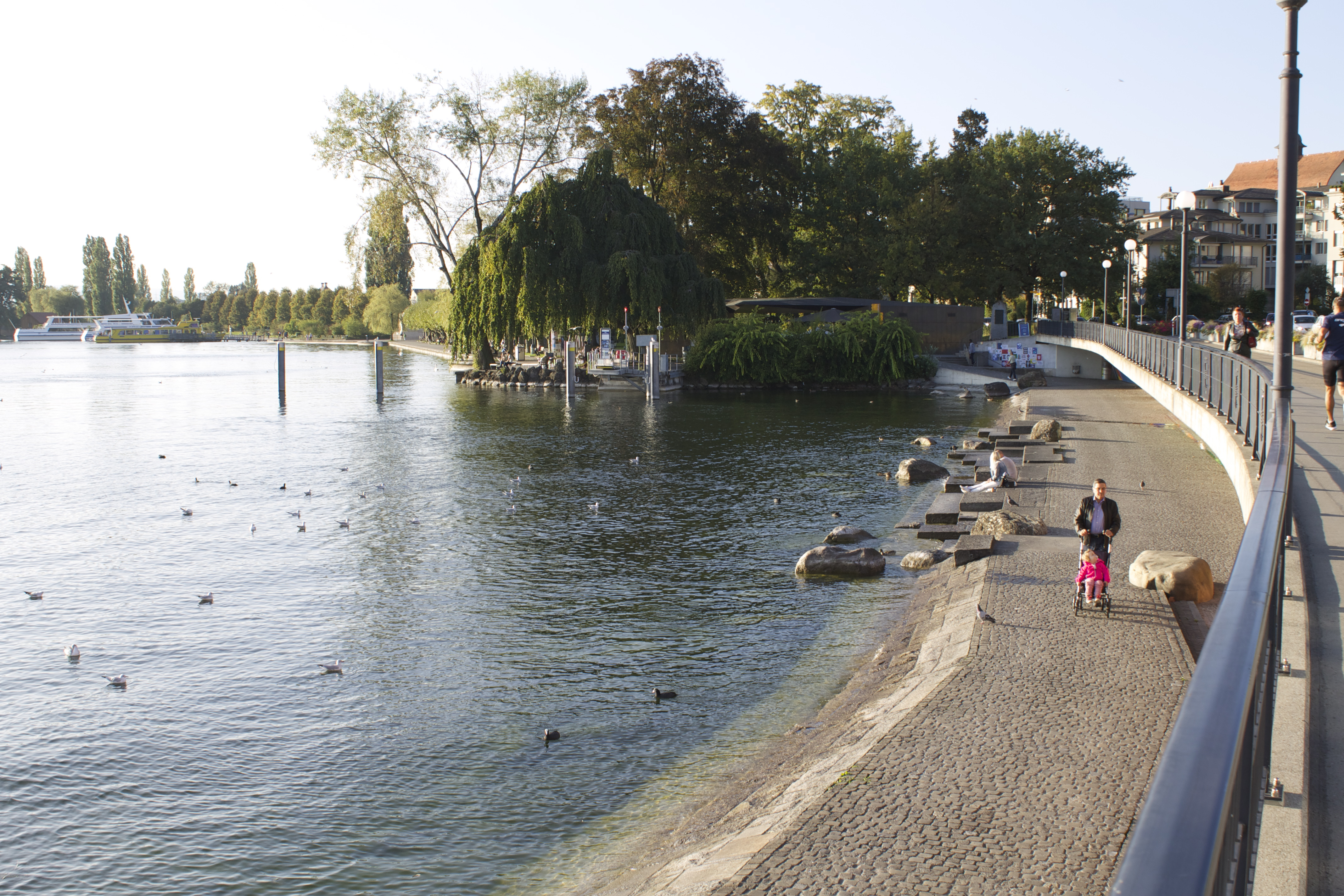

## Lage
Die Katastrophenbucht ist etwa 150 Meter lang und reicht etwa 70 Meter ins Land hinein. Sie umfasst den Bereich der Vorstadtbrücke, welche westlich von der Schiffanlegestelle Zug Bahnhofsteg der Zugersee Schifffahrt, und östlich von der «Rigiecke» flankiert wird. Sie ist Teil der Flaniermeile Zuger Vorstadt. Die 112 Meter lange Buchtfront gestaltete Maria Bettina Cogliatti 1998 mit der Farbfeldmalerei trompe-l’œil. Hinter der Bucht befindet sich der Rigiplatz, dessen künstlerische Konzeption von Anton Egloff (1995) ebenfalls an die Vorstadtkatastrophe erinnert.
Die Katastrophenbucht ist ein beliebter Veranstaltungsort, so für das jährlich stattfindende Zuger Seefest oder 2018 für die UN-Kampagne «Orange the World».